# Landkreis Northeim
Landkreis Northeim är ett distrikt (Landkreis) i det tyska förbundslandet Niedersachsen.

## Administrativ indelning
I förvaltningsrättslig mening finns i modern tid ingen skillnad mellan begreppet Stadt (stad) gentemot Gemeinde (kommun).

### Einheitsgemeinde
| - Bad Gandersheim (stad) - Bodenfelde - Dassel (stad) | - Einbeck (stad) - Hardegsen (stad) - Kalefeld | - Katlenburg-Lindau - Moringen (stad) - Nörten-Hardenberg | - Northeim (stad) - Uslar (stad) |

### Kommunfritt område
- Solling

## Infrastruktur
Genom distriktet går motorvägen A7.
1. ↑  GeoNames, 2005, Geonames-ID: 3221015, läs online och läs online.[källa från Wikidata]
2. ↑  läs online, www1.nls.niedersachsen.de .[källa från Wikidata]